# Kenda Tire Open
Het Kenda Tire Open is een jaarlijks golftoernooi in Taiwan, dat deel uitmaakt van de Taiwan LPGA Tour. Het maakte ook deel uit van de Ladies Asian Golf Tour, van 2012 tot 2014. Het werd opgericht in 2012 en vindt sindsdien plaats op de Taipei Golf Club in de hoofdstad Taipei. Het toernooi wordt georganiseerd onder de naam KENDA Tire TLPGA Open.
Het wordt gespeeld in drie ronden (54-holes) en na de tweede ronde wordt de cut toegepast. Het Taiwanese rubberfabrikant Kenda is de hoofdsponsor van dit toernooi.

## Winnaressen
| Jaar | Winnares        | Score | Score | Info  |
| ---- | --------------- | ----- | ----- | ----- |
| 2013 | Ainil Abu Bakar | 212   | –4    | [ 1 ] |
| 2014 | Babe Liu        | 212   | –4    | [ 2 ] |

| Toernooirecord |  | po = winnaar na play-off |

 Hitachi Ladies Classic ·
 Taifong Ladies Open ·
 TLPGA & Royal Open ·
 TLPGA Ladies Open I ·
 Mercuries Life Insurance Heritage Tour ·
 Chung Cheng Heritage Tour-spring ·
 Swinging Skirts LPGA Classic ·
 TLPGA Heritage Tour ·
 Yeangder Open ·
 KENDA Tires Open ·
 TLPGA Ladies Open II ·
 TLPGA Ladies Open III ·
 JING-DU Construction Open ·
 TLPGA & Tsai Hsing Heritage Tour ·
 TLPGA Ladies Open IV ·
 CTBC Ladies Open ·
 Party Golfers Open ·
 Fubon Taiwan Championship ·
 Chung Cheng Heritage Tour-autumn